# Paraleptophlebia placeri
Paraleptophlebia placeri is een haft uit de familie Leptophlebiidae. De wetenschappelijke naam van de soort is voor het eerst geldig gepubliceerd in 1939 door Mayo.
De soort komt voor in het Nearctisch gebied.